# 李嵯
李嵯（?—?），唐朝皇子，是唐武宗的第五子，生母不详。
会昌二年（842年），李嵯被他父亲唐武宗封为昌王。
其后史书中没有记载他的情况，薨年也不详。会昌六年（846年），唐武宗死后，由叔父唐宣宗即位，他的儿子们没有得到皇位，一说武宗诸子都被宣宗报复而不得善终。
　　